# سید علی‌محمد رفیعی
سید علی‌محمد رفیعی (زاده ۱۴ مرداد ماه ۱۳۳۱ در شهرستان بروجرد) سرهنگ خلبان گرومن اف-۱۴ تام‌کت نیروی هوایی ارتش جمهوری اسلامی ایران است. عمده شهرت وی گشت‌زنی‌های موفقیت‌آمیز به تعداد ۵۰۰ پرواز رسمی در قالب پوشش هوایی و پشتیبانی در ۸ سال جنگ ایران و عراق و همچنین شکار اولین میگ ۲۵ توسط وی و شهرام رستمی (کابین جلو) در اول مرداد ماه ۱۳۶۲ توسط ایم-۵۴ فینیکس با گرومن اف-۱۴ تام‌کت و سقف پرواز ۱۱ ساعت و ۵۵ دقیقه بی وقفه با همین پرنده است.

## پیشینه
وی در تاریخ هفتم مهرماه ۱۳۵۱ وارد دانشکده خلبانی شد. بهمن ماه ۱۳۵۴ برای آموزش تخصصی خلبانی کابین عقب هواپیمای گرومن اف-۱۴ تام‌کت در پایگاه دریایی پنسکوولا به آمریکا رفت. پس از بازگشت اوایل سال ۱۳۵۷ به پایگاه هوایی اصفهان منتقل شد.

## شکار میگ-۲۵
اولین میگ ۲۵ عراقی در تاریخ اول مرداد ماه ۱۳۶۲ بوسیله موشک ایم-۵۴ فینیکس با هواپیمای گرومن اف-۱۴ تام‌کت توسط سروان شهرام رستمی (کابین جلو) و سیدعلی محمد رفیعی (کابین عقب) سرنگون شد.